# Palacios de Sanabria
Palacios de Sanabria település Spanyolországban,  Zamora tartományban.  Lakosainak száma 230 fő (2024).

## Népesség
A település népessége az utóbbi években az alábbiak szerint változott:
| Lakosok száma | 329  | 322  | 346  | 293  | 272  | 263  | 263  | 225  | 246  | 230  |
|               | 2001 | 2004 | 2007 | 2009 | 2012 | 2014 | 2017 | 2019 | 2022 | 2024 |